# Bailong (rivière)
La Bailong (caractères chinois : 白龙江 ; pinyin : Báilóng Jiāng), c'est-à-dire rivière du dragon blanc, est une rivière  qui coule dans les provinces chinoises du Sichuan et du Gansu. C'est le principal affluent de la rivière Jialing elle-même affluent du fleuve le Yangzi Jiang.

## Géographie
La rivière Bailong est longue de 576 kilomètres. Elle prend sa source  dans les monts Min et Xiqing près des frontières des provinces du Gansu, et du Sichuan et de manière marginale du Shanxi. Le cours d'eau suit une direction nord-ouest au sud-est traversant les xians de Diebu, Zhouqu, Wudu, Wenxian et Guangyuan avant de se jeter dans le Jialing. Le cours supérieur du fleuve est situé sur le plateau tibétain de 3 500 mètres d'altitude moyenne, et le cours inférieur se trouve en bordure du bassin du Sichuan. 

### Bassin versant
Son bassin versant a une superficie de 31 308 km2. L'altitude du fleuve décroit fortement entre sa source située à 2 500 m. d'altitude, et son confluent avec le Jialing (1 500 m). La forêt occupait 40 % du territoire dans les années 2000.

## Affluents

### Principaux affluents
Les principaux affluents sont les rivières :
- Baishui : bassin versant de 8 134 km2 ;
- Qingshuihe : bassin versant de 3 150 km2 ;
- Min : bassin versant de 1 449 km2 ;
- Rangshige : bassin versant de 782 km2.

## Hydrologie
Le Bailong a un débit moyen de 335 m3/s mesuré à la station de Sanleiba (97 % du bassin versant) sur la période 1954-1995. Le débit maximum instantané enregistré entre 1965 et 1986 a été de 8 960 m3/s et le débit minimum de 70,6 m3/s. Le Bailong est principalement alimenté par les précipitations dont la hauteur moyenne sur le bassin est compris entre 400 et 600 mm/an avec une forte concentration (66 %) entre juin et septembre (mousson d'été). Les précipitations sont plus fortes sur le cours inférieur (800 à 1 100 mm/an) que sur le cours moyen (450 mm/an).

## Aménagements et écologie
Le bassin fluvial comprend deux grands réservoirs situés sur le cours moyen et inférieur du fleuve : Bikou (0,5 milliard m3) et Baozhushi (2,45 milliards m3). Ce dernier joue un rôle important dans la régulation des crues et la production d'énergie électrique à destination du Sichuan.
| Désignation         | Région ou province | Cours d'eau | Hauteur | Puissance installée (MW) | Production annuelle (TWh/an) | Type de barrage    | Capacité de stockage | Date achèvement | Notes |
| ------------------- | ------------------ | ----------- | ------- | ------------------------ | ---------------------------- | ------------------ | -------------------- | --------------- | ----- |
| Barrage de Baozhusi | Sichuan            | Bailong     | 132 m   | 700 mégawatts            | 2,3                          | Barrage-poids      | 2 550 000 000 m3     | 2000            | [ 2 ] |
| Barrage de Bikou    | Gansu              | Bailong     | 101 m   | 300 mégawatts            | 1,5                          | Barrage en remblai | 521 000 000 m3       | 1977            | [ 3 ] |

### Une érosion des sols accélérée
Les habitants de la région traversée par le Bailong et ses affluents souffrent d'une grande pauvreté et disposent de peu de ressources naturelles. À compter des années 1950, les forêts qui recouvrent une grande partie de ces terrains montagneux sont exploitées à des fins commerciales sans aucun frein. Les sols dénudés sont transformés en terres agricoles y compris lorsque les terrains sont en forte pente (jusqu'à 40°). 133 000 hectares de forêt disparaissent durant cette période. Devant la multiplication des glissements de terrain les autorités interviennent en 1998 et imposent un arrêt de l'exploitation forestière. Des arbres sont replantés mais le rétablissement de la couverture forestière prend du temps. Les habitants, pour lesquels la vente de bois constituait une ressources quasi unique, se reconvertissent dans l'exploitation des gisements miniers et dans la production d'électricité d'origine hydroélectrique. La multiplication des barrages sur le Bailong et ses affluents qui s'ensuit fragilise les rives. Le 7 août 2010 après de fortes précipitations, un flot de débris dévaste le chef-lieu du xian de Zhouqu dans la province de Gansu. La catastrophe fait 1 481 morts et 284 disparus.